# Acremonium macrocurvum
Acremonium macrocurvum är en svampart som beskrevs av Matsush. 1989. Acremonium macrocurvum ingår i släktet Acremonium, ordningen köttkärnsvampar, klassen Sordariomycetes, divisionen sporsäcksvampar och riket svampar.   Inga underarter finns listade i Catalogue of Life.